# Mandalasari (Cipatat)
Mandalasari is een bestuurslaag in het regentschap Bandung Barat van de provincie West-Java, Indonesië. Mandalasari telt 8214 inwoners (volkstelling 2010).